# Huntingdonshire
Huntingdonshire er et distrikt i Cambridgeshire, England, med et indbyggertal (pr. 2011) på 169.508..